# Louis Gros

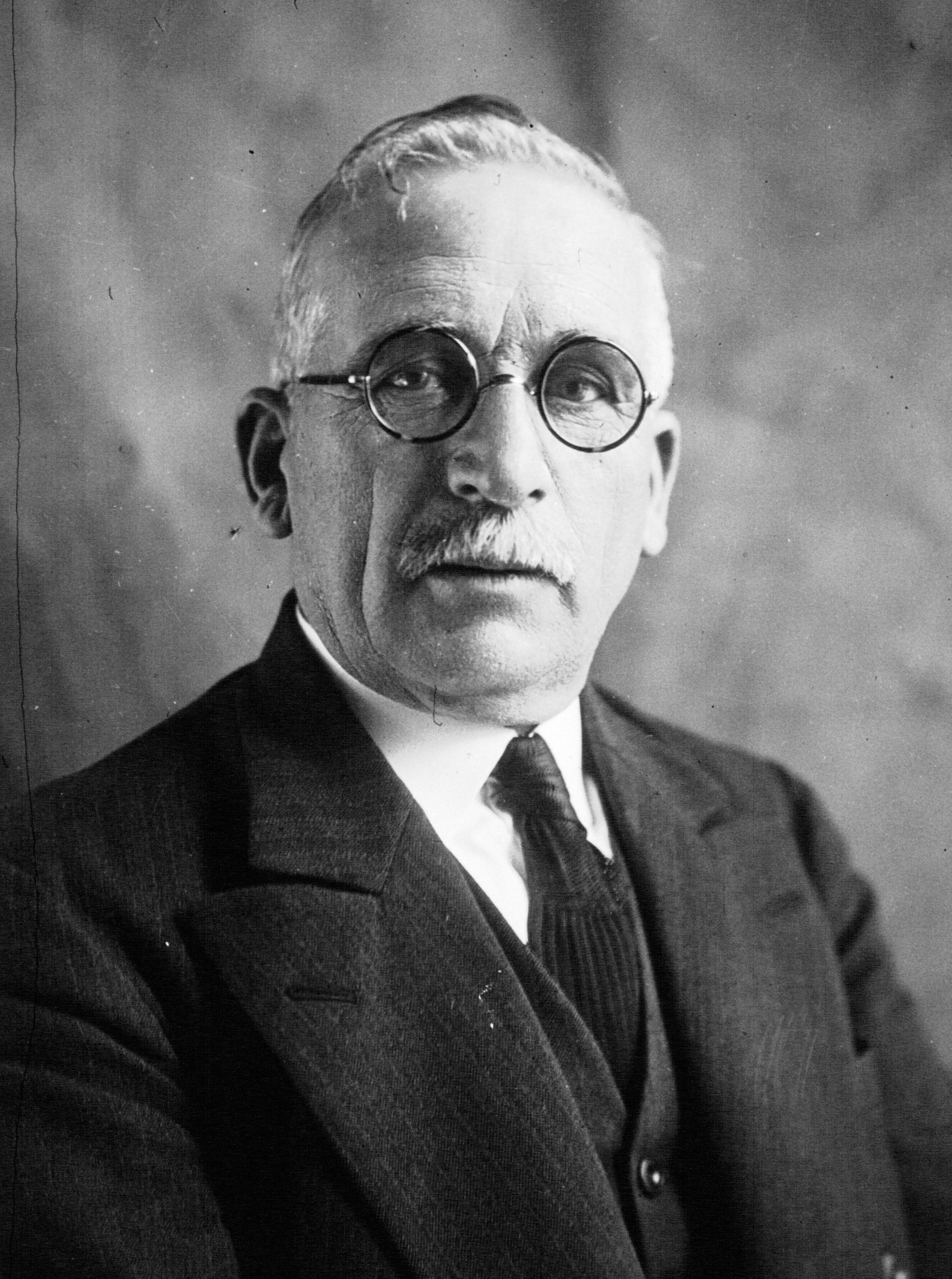
Louis Gros 1932

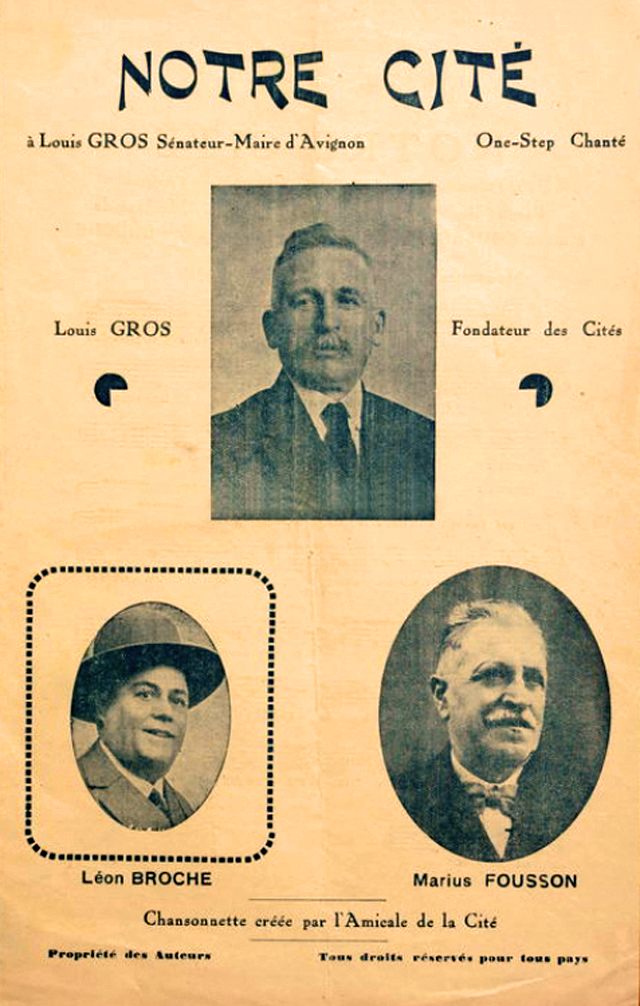
Partitur des Liedes Notre Cité, das von Léon Broche und Marius Foussan zu Ehren von Louis Gros geschaffen wurde.

Louis Gros (geboren am 28. Oktober 1873 in Fontvieille; gestorben am 27. November 1963 in Avignon) war ein französischer Politiker der Dritten Republik und ein Résistancekämpfer. Er gehörte zu den achtzig Parlamentariern, die am 10. Juli 1940 Philippe Pétain die Zustimmung zur Machtübernahme verweigerten.

## Leben
Louis Gros stammte aus einer republikanisch gesinnten Familie und war zunächst Maschinist in der Handelsmarine. Nach der Gründung des Arbeitsministeriums im Jahr 1906 trat er in dessen Verwaltung ein. Er war Arbeitsinspektor und ab 1913 Abteilungsinspektor im Département Vaucluse. Bereits 1914 gründete er eines der ersten Arbeitsämter des Départements, dessen Direktor er wurde, sowie mehrere Konsumgenossenschaften, die in einem Verband zusammengeschlossen waren, dessen Vorsitzender er war.
Er beendete seine Verwaltungslaufbahn 1924 und legte alle Ämter nieder. Als Mitglied der Section française de l’Internationale ouvrière (SFIO) und Generalberichterstatter ihrer Sozialstudiengruppe wurde Louis Gros auf einer Liste des Cartel des gauches 1924 zum Abgeordneten gewählt. Er war Sekretär des Arbeitsausschusses, Vizepräsident der parlamentarischen Gruppe für Kriegsversehrte und 1927 Berichterstatter für das Gesetz über Arbeitsunfälle. Im Mai 1925 wurde er zum Bürgermeister von Avignon gewählt, trat aber bereits im Juli zurück, nachdem die SFIO bei den inzwischen abgehaltenen Kantonalwahlen Verluste erlitten hatte.
1928 wurde er erneut zum Abgeordneten gewählt und kandidierte im Oktober desselben Jahres bei den Kantonalwahlen, wo er zum Generalrat gewählt wurde. Im folgenden Jahr führte er die SFIO-Liste bei den Kommunalwahlen in Avignon an, die vollständig gewählt wurde. Er wurde erneut Bürgermeister und bekleidete dieses Amt bis 1940. Louis Gros schuf dort unter anderem ein Amt für preisgünstigen Wohnraum.
1932 wurde er wieder zum Abgeordneten gewählt. 1935 verließ er die Abgeordnetenkammer, nachdem er nach zwei erfolglosen Versuchen (1920 und 1927) in den Senat gewählt wurde. Er wurde Sekretär dieser Versammlung.
Am 10. Juli 1940 gehört Louis Gros zu den 80 Abgeordneten (les quatre-vingts), die gegen das Verfassungsgesetz Marschall Philippe Pétains stimmten. Am 5. November 1940 entzog ihm das Vichy-Regime sein Mandat und löste sogar die Stadtverwaltung von Avignon auf. Er ging in die Schweiz, wo er sich der Résistance anschloss.
1944 und 1945 saß er in der Assemblée consultative provisoire (Provisorische Beratende Versammlung) und war Vorsitzender des Komitees zur Befreiung Avignons. Anschließend zog er sich im Alter von 72 Jahren aus dem politischen Leben zurück und widmete sich archäologischen Ausgrabungen.
Louis Gros war der Ehemann von Magdeleine Germain, die am 31. August 1873 in Fontvieille geboren wurde und am 18. Mai 1953 in Avignon im Alter von 79 Jahren verstarb. Sie hatten am 22. April 1897 in Fontvieille geheiratet. Sie hatten zwei Kinder, Henri und Léonie, die beide in Chambéry geboren wurden, wo Louis Gros als Arbeitsinspektor tätig war. Louis Gros, seine Frau und ihre beiden Kinder sind im selben Grab auf dem Friedhof von Fontvieille beigesetzt.
In Avignon sind ein Stadtviertel, ein Platz, eine Straße und eine Schule nach ihm benannt.